# Ayoub Boukhari
Pour les articles homonymes, voir Boukhari.
Ayoub Boukhari (en arabe : أيوب البخاري), né le 6 mai 1997 à Rotterdam (Pays-Bas), est un joueur international néerlandais de futsal.

## Biographie

### En club
Natif de Rotterdam, dans le pas de ses grands frères, Mourad et Nourdin Boukhari, Ayoub Boukhari fait ses premières touches de balle dans sa ville natale aux côtés de ses amis Noa Lang, Laros et Deroy Duarte dans le club de l'Excelsior Rotterdam. Au quartier, il joue régulièrement avec un autre de ses amis, Jamiro Monteiro. Ayoub fait ensuite le pas vers la catégorie des jeunes du Feyenoord Rotterdam, rejoint le RKSV Leonidas avant de faire son retour à l'Excelsior Rotterdam.
Ayoub Boukhari joue ses premiers matchs avec l'équipe de Noordwijk en D3 néerlandaise. Le 1er juillet 2017, il signe un contrat professionnel au Sparta Rotterdam. Il dispute la saison 2017-2018 également en D3 néerlandaise avec l'équipe B du Sparta Rotterdam. Il dispute au total treize matchs et marque deux buts, au cours d'une saison où il forme un trio avec Abdou Harroui et Halil Dervişoğlu.
Le 30 novembre 2018, il fait ses débuts professionnels avec l'équipe première du Sparta Rotterdam à l'occasion d'un match de championnat face à Helmond Sport en D2 néerlandaise.
Le 24 juillet 2020, à l'âge de 23 ans, il se convertit au futsal en signant un contrat de plusieurs saisons au FC Eindhoven Futsal,. Il déclare à propos de cette époque : « C'était un choix très difficile, délaisser le football (...) Finalement, j'ai trouvé mon plaisir dans le futsal. » Lors de la saison 2021-22, en fin de saison, il termine à la cinquième place des meilleurs buteurs de l'Eredivisie avec 37 buts.
Le 4 mars 2022, il inscrit un doublé en demi-finale contre Tigers Roermond et qualifie ainsi son équipe en finale de la Coupe des Pays-Bas (victoire, 4-7). Au niveau du championnat, il termine la saison meilleur buteur avec 49 buts devant Saïd Bouzambou et Iliass Bouzit.
Au cours de la saison 2022-2023, il dispute une saison parfaite en remportant le championnat, la Coupe et la Supercoupe des Pays-Bas, terminant aussi à la tête du classement des meilleurs buteurs de la saison en Eredivisie,,,.
En début de saison 2023-2024, il dispute pour la première fois la Ligue des champions avec le FC Eindhoven. Pour sa première rencontre lors de cette compétition, il remporte son match contre l'Europa Football Club (victoire, 5-0).
Lors du mercato hivernal de la saison 2023-2024, il s'engage au Tigers Roermond, classé alors premier de l'Eredivisie.

### En sélection
Au début de 2022, il rejoint un stage de préparation avec l'équipe du Maroc. « J'ai été invité, ils voulaient me voir. Le sélectionneur (Hicham Dguig) a demandé à me revoir. Quand la Fédération néerlandaise de football l'a su, ils ont mis une énorme pression sur moi en me demandant de faire un choix (...) L'équipe du Maroc c'est du très haut niveau. Ils ont déjà un groupe bien construit. C'est très difficile de se faire une place parmi leur effectif. C'est ce qu'il m'expliquait aussi le sélectionneur. Les Pays-Bas m'ont fait ressentir une plus grande confiance en disant que j'étais l'un des meilleurs des Pays-Bas et que je serai régulièrement appelé. ».
Le 10 avril 2022, il reçoit sa première sélection en équipe des Pays-Bas de futsal lors d'un match amical contre la Géorgie (match nul, 1-1). Lors de son troisième match en sélection contre l'Allemagne, il inscrit son premier but (défaite, 3-4).
En avril 2024, il prend part à une double confrontation contre la Finlande dans le cadre des éliminations pour une place en Coupe du monde 2024. Il finit par se qualifier lors du match retour à Vantaa après une séance de tirs au but (match nul, 4-4),. Il s'agit alors d'une première qualification en 24 ans,.

## Palmarès
- 2019 : Vice-champion de la D2 néerlandaise avec le Sparta Rotterdam[17]
- 2023 : Champion des Pays-Bas de futsal avec le FC Eindhoven[6],[7]
- 2023 : Vainqueur de la Coupe des Pays-Bas avec le FC Eindhoven[8],[9]
- 2023 : Vainqueur de la Supercoupe des Pays-Bas avec le FC Eindhoven
- 2023 : Meilleur buteur de la saison 2022-23 en Eredivisie (49)[5]

## Famille
Il est le frère de l'international marocain Nourdin Boukhari et du joueur international marocain de futsal Mourad Boukhari.